# Liste der Kulturdenkmäler in Vielbach
In der Liste der Kulturdenkmäler in Vielbach sind alle Kulturdenkmäler der rheinland-pfälzischen Ortsgemeinde Vielbach aufgeführt. Grundlage ist die Denkmalliste des Landes Rheinland-Pfalz (Stand: 21. Dezember 2021).

## Einzeldenkmäler
| Bezeichnung   | Lage                       | Baujahr                           | Beschreibung | Bild                           |
| ------------- | -------------------------- | --------------------------------- | --- | ------------------------------ |
| Wohnhaus      | Hauptstraße 8 Lage         | erste Hälfte des 18. Jahrhunderts | Fachwerkhaus, teilweise massiv, erste Hälfte des 18. Jahrhunderts | Fotos hochladen                |
| Kinderkurheim | Nordhofener Straße 1 Lage  | 1914–15                           | ehemaliges Junior‘sches Erholungsheim; breitgelagerter Bau, Quadermauerwerk, bezeichnet 1914–15                                                                              | weitere Bilder Fotos hochladen |
| Hofanlage     | Quirnbacher Straße 1c Lage | 19. Jahrhundert                   | Hofanlage; eingeschossiges Fachwerkhaus, im Wesentlichen aus dem 19. Jahrhundert, Fachwerkscheune, im Kern aus dem 18. Jahrhundert, Umbau und Erweiterung im 19. Jahrhundert | Fotos hochladen                |